# Cocatedral de San Xiao de Ferrol
La Cocatedral de San Xiao és un temple de culte catòlic situat a la ciutat de Ferrol, a la província de la Corunya (Galícia). Està dedicada al patró de la ciutat, San Xiao (Sant Julià). Pertany a la diòcesi de Mondoñedo-Ferrol i és el monument religiós més important de la ciutat.

## Història
El temple el va projectar l'enginyer i arquitecte de marina Julián Sánchez Bort a partir de 1763 i es va començar a construir el 1765 sobre les restes d'una antiga església romànica, quedant acabat el 1772. Aquest temple estava projectat per a un nou barri que s'aixecava a la ciutat de Ferrol. El 1959, mitjançant una butlla de Joan XXIII va assolir la categoria de cocatedral el 9 de març. Se li va donar aquest títol i no el de catedral perquè a la seva mateixa diòcesi ja n'hi havia una, la Catedral de Mondoñedo.

## Descripció
En la seva planta centrada i en els primers projectes es recollien conceptes arquitectònics renaixentistes, tot i que l'edifici es considera neoclàssic. El temple presenta la peculiaritat de tenir una planta en forma de creu grega i no llatina com és habitual. Està coberta per una gran cúpula que no es veu a l'exterior. Té capelles laterals i una façana principal flanquejada per dues torres acabades en cúpula. La porta repeteix models compositius propis del manierisme.